# 奇维亚斯科
奇维亚斯科（義大利語：Civiasco），是意大利韦尔切利省的一个市镇。总面积7平方公里，人口270人，人口密度38.6人/平方公里（2009年）。ISTAT代码为002043。